# Paramuricea
Genre
Paramuricea est un genre de gorgone.

## Liste des espèces
Selon World Register of Marine Species (27 novembre 2014) :
- Paramuricea baetica Ocaña & Correa, 2022
- Paramuricea biscaya Grasshoff, 1977
- Paramuricea candida Grasshoff, 1977
- Paramuricea clavata (Risso, 1826)
- Paramuricea cryptica Ocaña & Correa, 2022
- Paramuricea echinata Deichmann, 1936
- Paramuricea grandis Verrill, 1883
- Paramuricea grayi (Johnson, 1861)
- Paramuricea hawaiensis Nutting, 1908
- Paramuricea hyalina Kükenthal, 1919
- Paramuricea indica Thomson & Henderson, 1906
- Paramuricea intermedia Kölliker, 1865
- Paramuricea johnsoni (Studer, 1878)
- Paramuricea laxa Wright & Studer, 1889
- Paramuricea macrospina (Koch, 1882)
- Paramuricea multispina Deichmann, 1936
- Paramuricea placomus (Linnaeus, 1758)
- Paramuricea ramosa Wright & Studer, 1889
- Paramuricea robusta Thomson & Ritchie, 1906
- Paramuricea spinosa Kölliker, 1865
- Paramuricea tingitana Ocaña & Correa, 2022

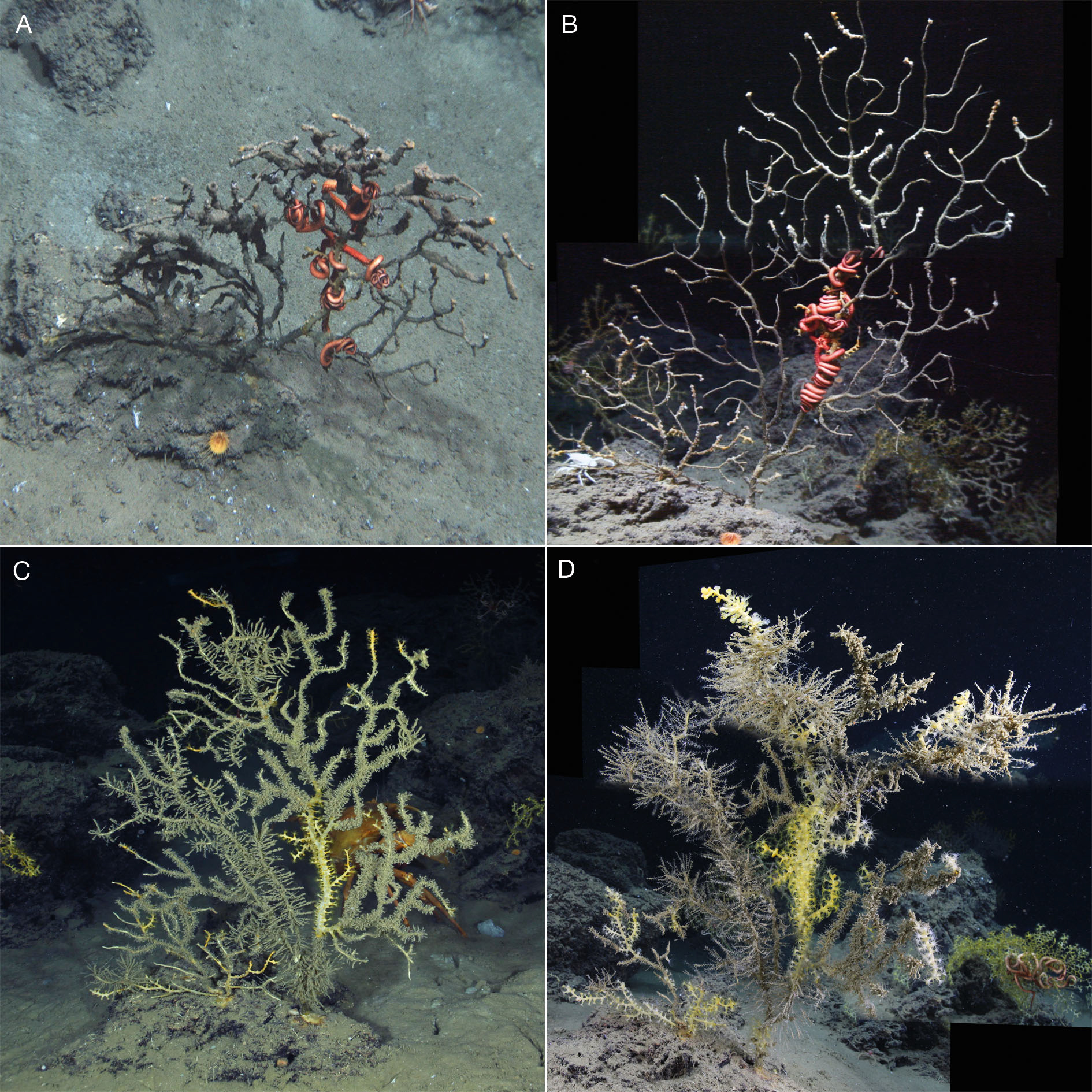
Paramuricea biscaya
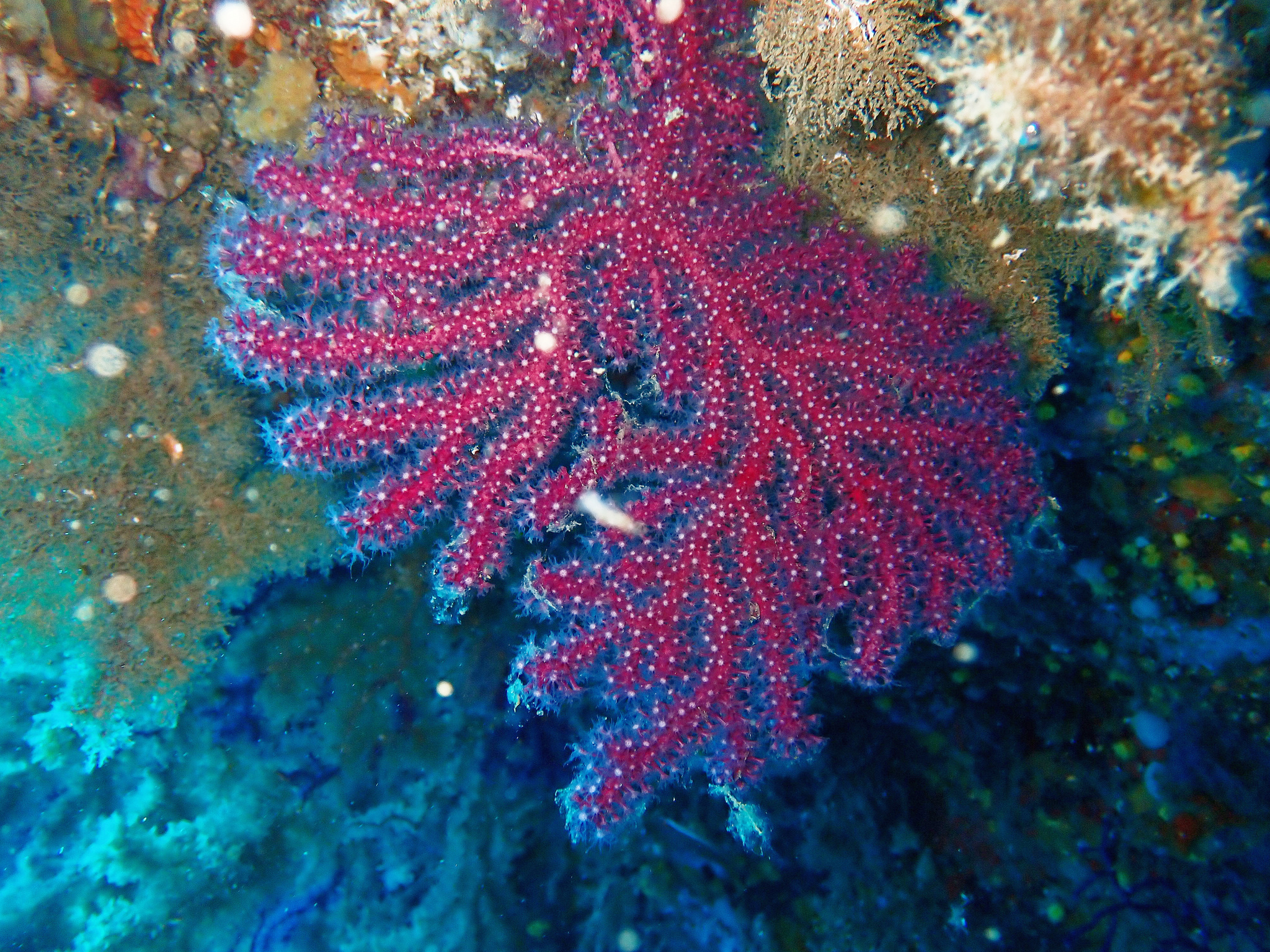
Paramuricea clavata
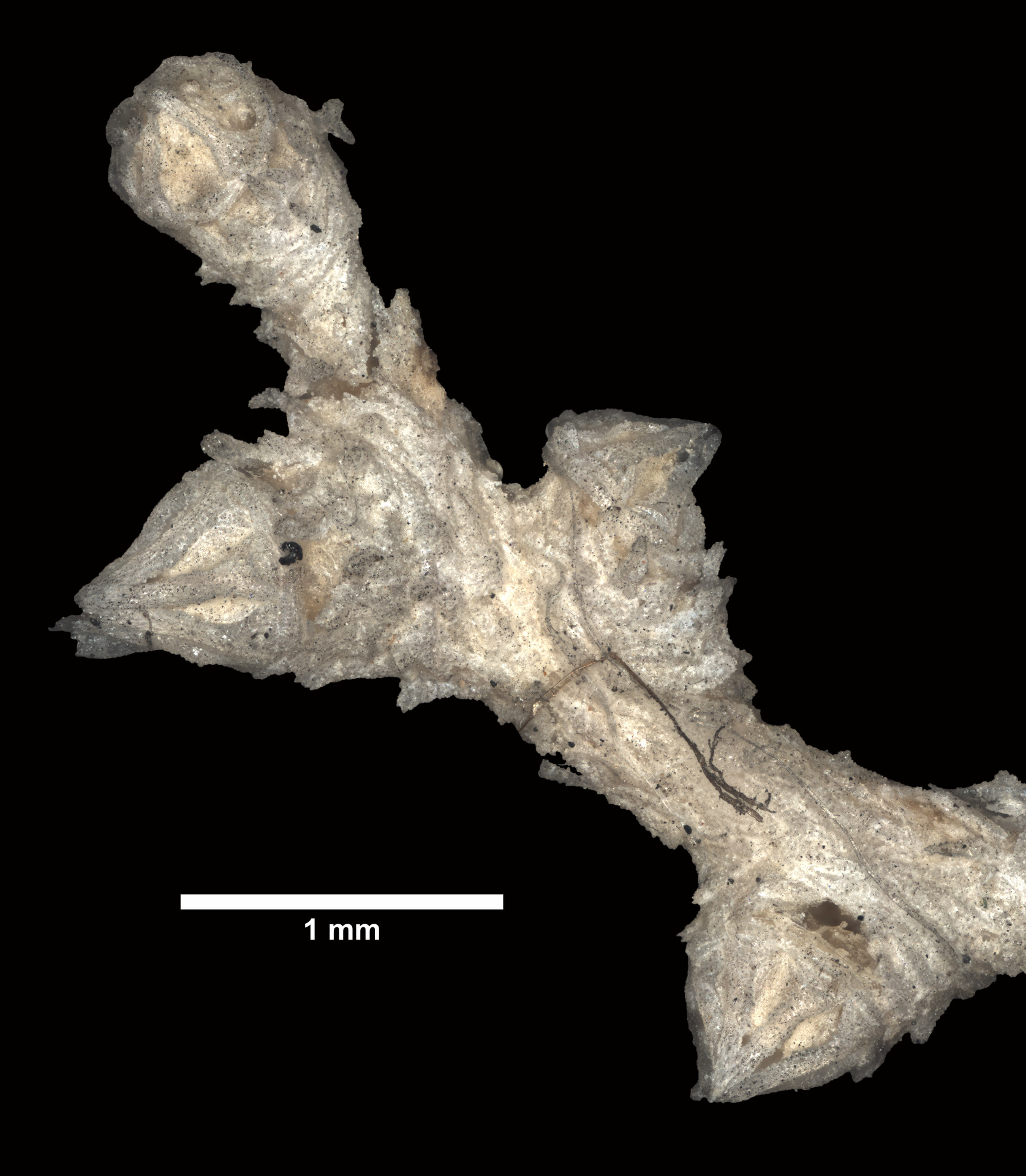
Paramuricea tenuis
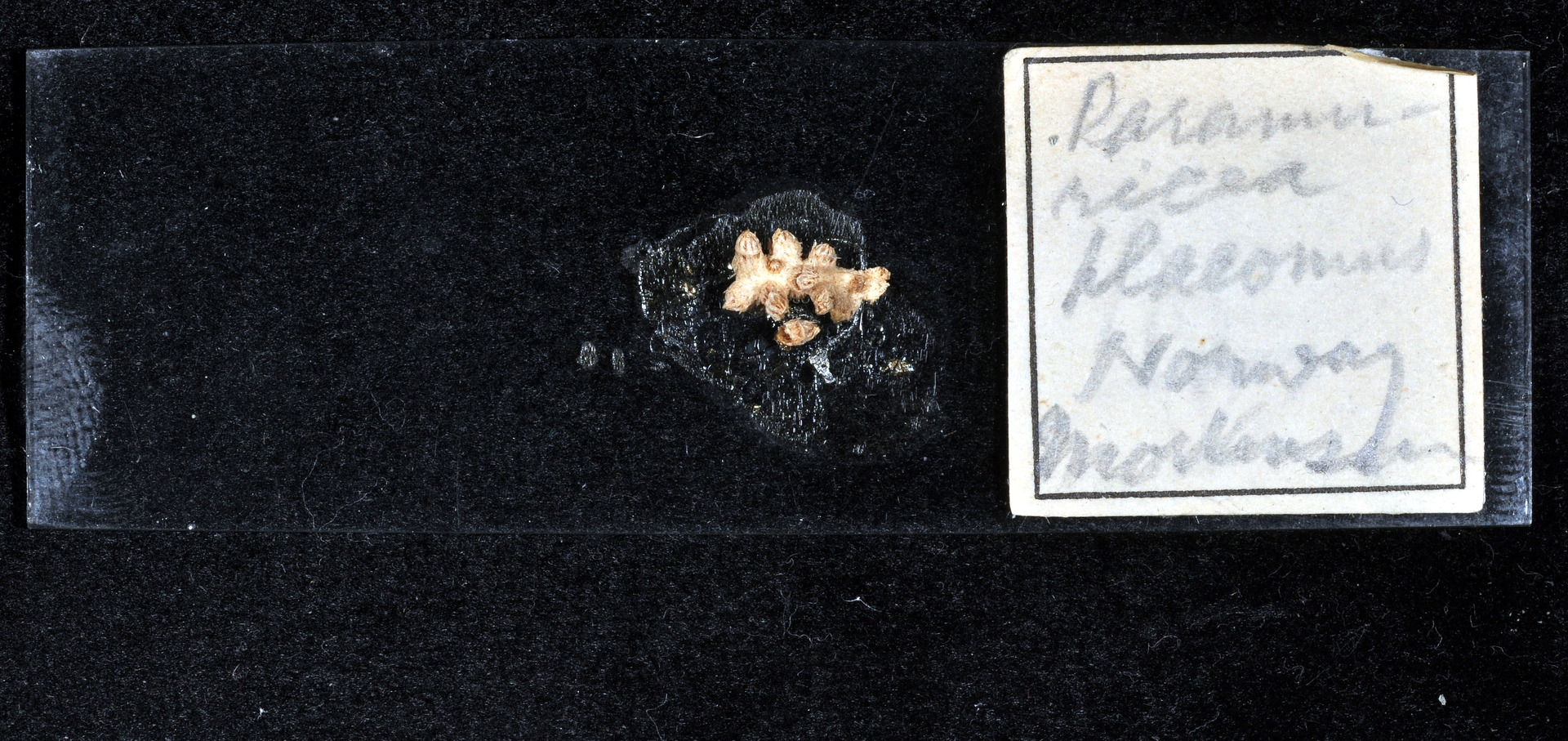
Échantillon de Paramuricea placomus
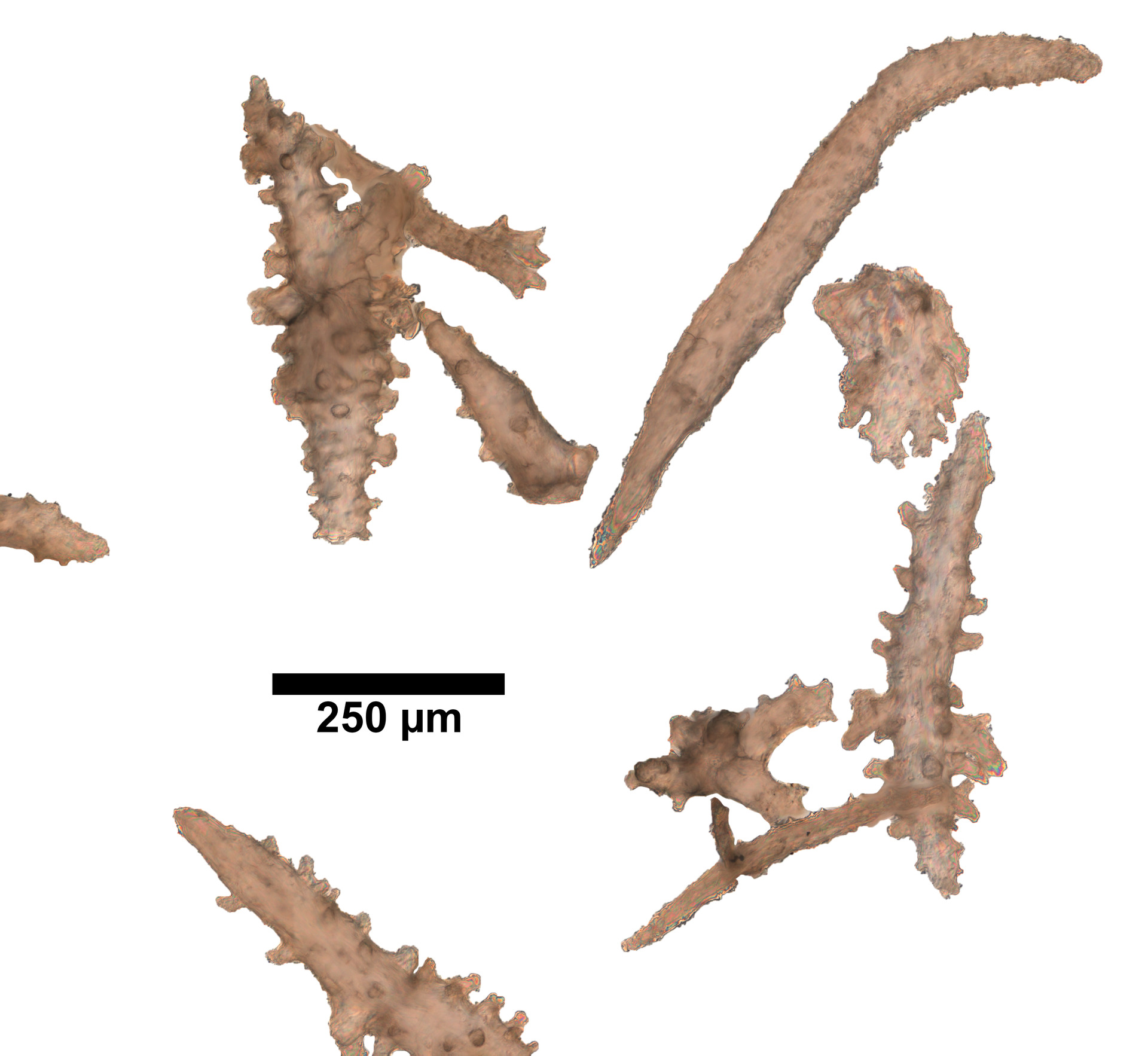
Spicules de Paramuricea intermedia
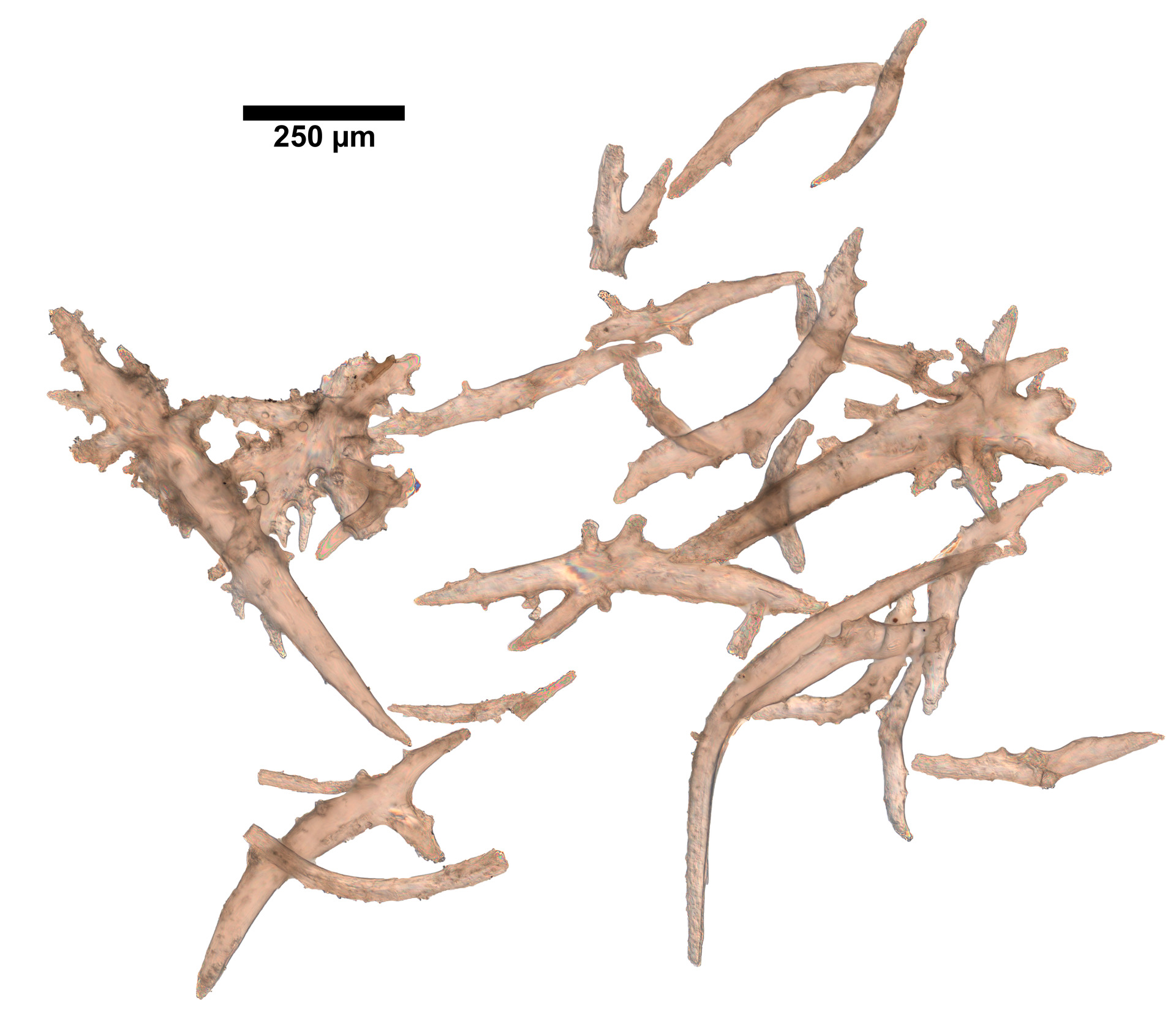
Spicules de Paramuricea spinosa